# إعدام دون محاكمة
الإعدام دون محاكمة (بالإنجليزية: Lynching) هو قيام مجموعة ما بالقتل العمدي خارج إطار القانون، والذي غالبا ما يُستخدمه الغوغاء عند قيامهم بالإعدام العام غير الرسمي من أجل معاقبة المخالفين ظاهريا، أو من أجل إخافة جماعة ما. الإعدام دون محاكمة هو صورة متطرفة من التحكم الاجتماعي غير الرسمي في الجماعات، والذي عادة ما يتم مع عرض عام من أجل تحقيق الترويع الأقصى. يعتبر الإعدام دون محاكمة عملا إرهابيا والذي يعاقب عليه القانون. توجد أمثلة للإعدام دون محاكمة وأعمال عنف من الغوغاء في كل المجتمعات.
في الولايات المتحدة، أصبح إعدام الأمريكيين الأفارقة دون محاكمة شائعا في الجنوب في الفترة بين عصر إعادة الإعمار وخاصة في العقود قبل وبعد بداية القرن العشرين. في ذلك الوقت، كانت الولايات الجنوبية تصدر دساتير جديدة وقوانين جديدة لحرمان الأمريكيين الأفارقة من حقوقهم الشرعية ولتحقيق الفصل القانوني وقوانين جيم كرو. صدرت معظم أعمال الإعدام دون محاكمة بواسطة الغوغاء البيض ضد الضحايا السود، حيث غالبا ما كان يُؤخذ المشتبه بهم من السجون قبل أن تتم محاكمتهم عن طريق قضاة بيض، أو حتى قبل الاعتقال. كانت الرسالة السياسية –إعلان سيادة البيض وعجز السود- عنصرا هاما في هذه الممارسات. تم التقاط الصور لأعمال الإعدام دون محاكمة ونشرها كبطاقات بريدية، والتي كانت تذكارات شائعة في الولايات المتحدة من أجل نشر أعمال الترويع. كانت النيران تُطلق على الضحايا أحيانا أو يُحرقون وهم أحياء، أو يُعذبون وتُمثل بجثثهم في أحداث عامة. في بعض الحالات، أُخذت بعض أجزاء الجسم المشوه كتذكارات من المشاهدين الذين حضروا الحدث. في الغرب خاصة، وقعت أحداث إعدام دون محاكمة للأقليات الأخرى مثل الأمريكيين الأصليين والشعب المكسيكي والآسيويين. وقعت أكثر أحداث الإعدام دون محاكمة عددا في الجنوب.

## التاريخ
وقعت أحداث العقاب خارج إطار القانون في كل المجتمعات بما في ذلك القتل. قام الأسلاف القانونيون والثقافيون للأمريكيين بأعمال الإعدام دون محاكمة في أنحاء المحيط الأطلسي عن طريق مهاجرين من الجزر البريطانية إلى مستعمرة أمريكا الشمالية. كانت أعمال العنف الجماعية جانبا شائعا في الإطار القانوني بواسطة الأمريكيين الإنجليز في العصر الحديث المبكر. كانت أعمال العنف في الأطلسي الإنجليزي غالبا غير قاتلة في النوايا والنتائج. في القرن السابع عشر، وفي سياق الفوضى السياسية في إنجلترا والأوضاع السياسية والاجتماعية غير المستقرة في المستعمرات الأمريكية، أدت إلى اندلاع الثورات وأعمال الشغب والتي حصدت العديد من الأرواح. في الولايات المتحدة، وأثناء العقود قبل الحرب الأهلية الأمريكية، كان الأحرار من السود واللاتينيون في الجنوب الغربي عرضة لأعمال الإعدام دون محاكمة العنصرية.
إلا أن أعمال الإعدام دون محاكمة للأمريكيين الأفارقة ازدادت –خاصة في جنوب الولايات المتحدة- بصورة كبيرة في الفترة التالية لعصر إعادة الإعمار، وبعد إلغاء العبودية في الولايات المتحدة وبعد أن اكتسب الرجال الأحرار الحق في الاقتراع والتصويت. وصلت أعمال الإعدام دون محاكمة إلى ذروتها في 1892، بعد أن تولى الديمقراطيون البيض في الجنوب السيطرة على السلطات التشريعية للدولة. كانت العديد من الحوادث مرتبطة بالمشاكل الاقتصادية. عند بداية القرن العشرين، أصدرت الولايات الجنوبية دساتير جديدة وتشريعات جديدة والتي حرمت معظم السود وبعض البيض الفقراء من حقوقهم، حيث أسست العزل العنصري في المؤسسات العامة بناء على العرق، وفصلت السود من الحياة العامة والمؤسسات من خلال قوانين جيم كرو. تعرض حوالي 3500 من الأمريكيين الأفارقة و1300 من البيض إلى الإعدام دون محاكمة في الولايات المتحدة بين 1882 و1968.
تزامنت أعمال الإعدام دون محاكمة في الإمبراطورية البريطانية أثناء القرن التاسع عشر مع فترة عنف والتي أنكرت مشاركة الناس في المجتمع الذي يحكمه البيض على أساس العرق بعد قانون إلغاء العبودية في 1833.

## الولايات المتحدة

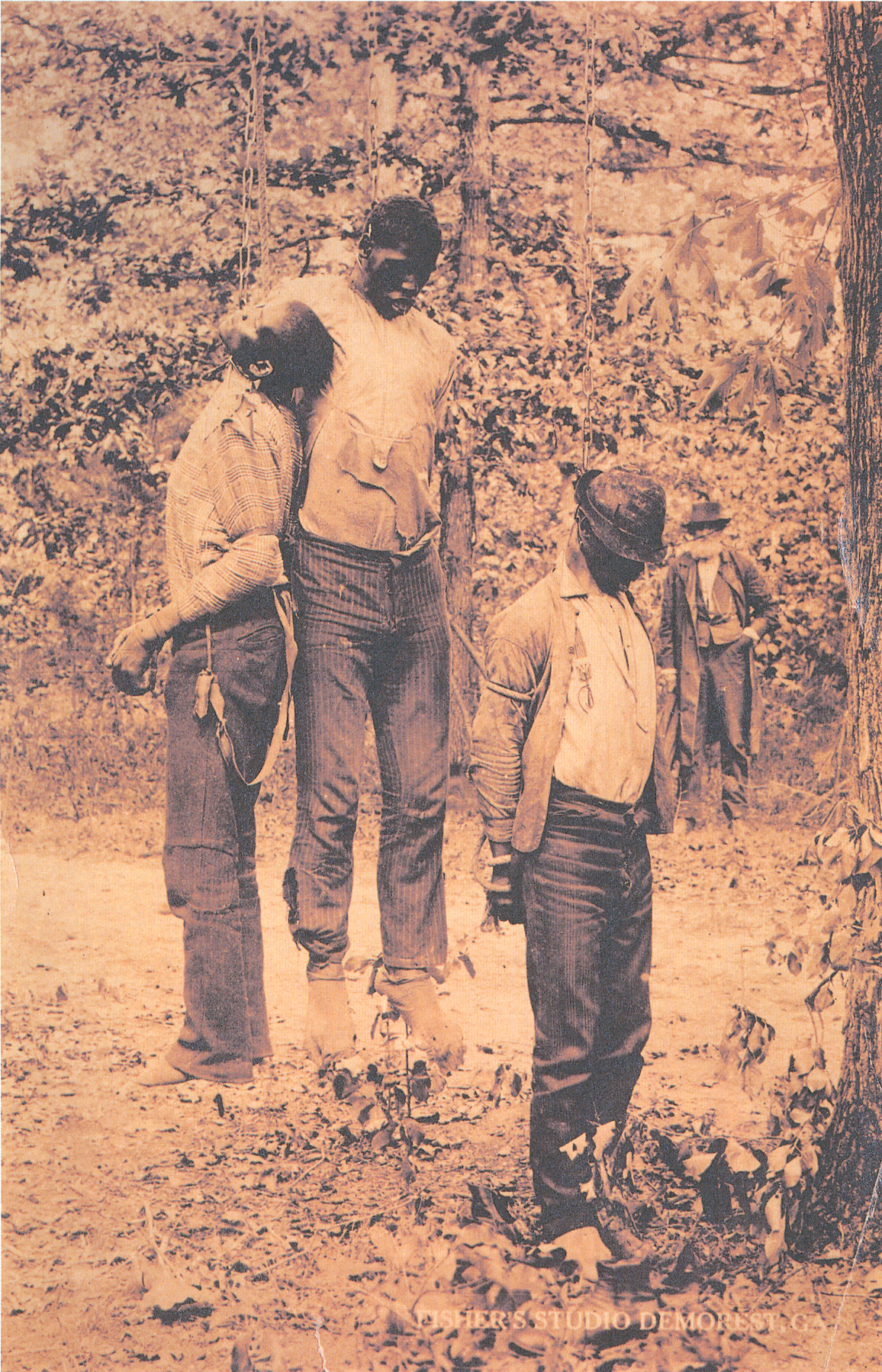
جثث ثلاث رجال من الأمريكيين الأفارقة تم إعدامهم دون محاكمة في جورجيا، مايو 1892

حدث أعمال الإعدام دون محاكمة في الولايات المتحدة قبل وبعد الحرب الأهلية الأمريكية، وكانت أكثر انتشارا في الولايات الجنوبية ومقاطعات الجبهة الغربية وخاصة في نهاية القرن التاسع عشر. وقعت هذه الأعمال دون ضمان الحقوق بالقانون من خلال لجان معينة ذاتيا أو حراس كصورة من صور العقاب على بعض الأعمال الإجرامية المدعاة. في أول أعمال الإعدام دون محاكمة في سانت لويس (ميزوري) في 1835، قام رجل أسود اسمه مكلنوش بقتل ضابط شرطة أثناء أخذه إلى السجن، والذي ألقي القبض عليه وربطه في شجره وحرقه حيا حتى الموت في وسط المدينة أمام حشد تخطى الألف.
في جنوب الولايات المتحدة في عصر ما قبل الحرب، كان أعضاء الإبطالية في الولايات المتحدة أو الناس الآخرين الذين عارضوا العبودية ضحايا لأعمال العنف من الغوغاء. وقعت أكبر أحداث الإعدام دون محاكمة أثناء الحرب وربما أكبر أحداث الإعدام دون محاكمة في تاريخ الولايات المتحدة في تكساس حيث أُعدم 41 رجلا في أكتوبر 1862. تم شنق معظم الضحايا بعد «محاكمة» خارج إطار القانون. وُجهت اتهامات للضحايا مثل التمرد أو الخيانة. تم شنق خمسة رجال آخرين في ديكاتور (تكساس) كجزء من نفس عملية المسح.
بعد الحرب، عانى البيض في الجنوب للحفاظ على سيطرتهم الاجتماعية. حرضت الجماعات المتمردة والحراس السرّيون مثل كو كلوكس كلان على القيام بأعمال الاعتداءات خارج إطار القانون والقتل من أجل الحفاظ على البيض في السلطة وإحباط قيام المعتوقين بالتصويت والعمل والحصول على التعليم. هاجمت هذه الجماعات أحيانا الشماليين والمعلمين وعملاء مكتب المعتوقين. قدّرت دراسة من الفترة بين 1868 إلى 1871 أن جماعة كو كلوكس كلان ساهمت في أكثر من 400 عملية إعدام دون محاكمة. تميزت فترة ما بعد الحرب بالاضطرابات والفوضى الاجتماعية، حيث أصبح معظم الرجال البيض متمرسين في الحرب. ادعت الغوغاء ارتكاب السود الذين تم إعدامهم دون محاكمة لجرائم. إلا أنه في نهاية القرن التاسع عشر، أظهرت الصحفية إيدا ويلز أن معظم هذه الجرائم المدعاة كانت إما مبالغ فيها أو أنها لم تحدث على الإطلاق.
منذ تسعينات القرن التاسع عشر، أصبحت أغلبية ضحايا أعمال الإعدام دون محاكمة من السود بما في ذلك حوالي 159 امرأة. بين عامي 1882 و1968، سجل مجلس تسكيجي 1297 إعدام دون محاكمة للبيض و3446 إعدام دون محاكمة للسود. إلا أن أعمال الإعدام دون محاكمة للمجموعات العرقية الأخرى مثل المكسيكيين والصينيين تم تسجيلها أيضا في سجلات المجلس. حدثت واحدة من أكبر أعمال الإعدام دون محاكمة في تاريخ الولايات المتحدة في 1891 عندما قامت الغوغاء بإعدام أحد عشر مهاجرا إيطاليا دون محاكمة في نيو أورلينز، لويزيانا بعد تبرئتهم من اتهامات بخصوص قتلهم لضابط محلي. كانت أكبر أعمال الإعدام دون محاكمة هي مذبحة الصينيين في 1871.
ظهرت أعمال عنف الغوغاء كوسيلة لتحقيق سيادة البيض وهدفت غالبا إلى تحقيق الإرهاب السياسي النظامي. دافعت جماعة كو كلوكس كلان، والقوات شبه العسكرية، واتحادات البيض الأخرى بغضب وعنف عن مصالح تحقيق سيادة البيض. بلغ حجم أعمال العنف خارج إطار القانون والتي وقعت أثناء عمليات الاقتراع والتصويت إلى أبعاد وبائية، مما دفع المؤرخ ويليام جيليت إلى تسميتها حرب العصابات.
أثناء عصر إعادة الإعمار، استخدمت جماعة كو كلوكس كلان وغيرها من الجماعات الإعدام دون محاكمة للسيطرة على السود، ولإجبارهم على العمل لدى المزارعين، ولمنعهم من ممارسة حقهم في الاقتراع والتصويت. كسرت القوات الفدرالية والمحاكم الملتزمة بقانون الحقوق المدنية لعام 1871 جماعة كلان في عصر إعادة الإعمار.
بحلول نهاية عصر إعادة الإعمار في 1877، استولى الديمقراطيون البيض بالغش والاحتيال والعنف على التشريعات المدنية بصورة شبه كاملة في جميع أنحاء الجنوب، والذين أصدروا قوانين تجعل من عملية الاقتراع والتصويت أكثر تعقيدا، مما أدى إلى انخفاض عدد المصوتين من السود. في نهاية القرن التاسع عشر وبداية القرن العشرين (من 1890 إلى 1908)، أصدر عشرة من أصل أحد عشر مشرّع جنوبي دساتير جديدة ومواد جديدة لحرمان معظم الأمريكيين الأفارقة وبعض البيض الفقراء من حقوقهم من خلال وسائل مختلفة مثل ضرائب الاقتراع، ومتطلبات التملك والإقامة، واختبارات الثقافة. على الرغم من أن هذه الوسائل كانت مُطبقة على جميع المقترعين، إلا أنه تم تطبيق بعض الاحترازات بصورة انتقائية ضد الأمريكيين الأفارقة. بالإضافة إلى ما سبق، أصدرت العديد من الولايات أحكام الجد لاستثناء البيض الأميين من اختبارات الثقافة لفترة معينة. كانت النتيجة هي حرمان المصوتين السود من حقهم في الاقتراع وبدون أي حرز قانوني. ولأن الأمريكيين الأفارقة لم يتمكنوا من التصويت، لم يكن بإمكانهم أيضا أن يخدموا ضمن هيئة المحلفين، مما جعلهم بدون أي صوت سياسي رسمي.
ارتبطت أيدولوجيا الإعدام دون محاكمة مباشرة بإنكار المساواة السياسية والاجتماعية، والتي وردت بصراحة على لسان بنجامين تيلمان حاكم ولاية ساوث كارولاينا ولاحقا سناتور مجلس الشيوخ الأمريكي:
انخفضت أعمال الإعدام دون محاكمة بصورة كبيرة منذ سبعينات القرن التاسع عشر. ومع نهاية القرن التاسع عشر وبعد مصاعب بخصوص الحمل ومنع الحرمان من الحقوق، ظهرت أعمال الإعدام دون محاكمة من جديد. ارتفعت أعمال الإعدام دون محاكمة كثيرا في نهاية القرن التاسع عشر، واستمر هذا النوع من القتلة في بداية القرن العشرين. سجل مجلس تسكيجي أعمال إعدام دون محاكمة بين عامي 1880 و1951 بلغت 3437 ضحية من الأمريكيين الأفارقة، بالإضافة إلى 12293 ضحية من البيض. تركزت أعمال الإعدام دون محاكمة في مسيسيبي وولاية جورجيا وألاباما وتكساس ولويزيانا.
أدى التدفق السريع للسود إلى الشمال أثناء الهجرة العظيمة في أول القرن العشرين إلى إحداث خلل في التوازن العرقي داخل المدن الشمالية، مما أدى إلى حدوث أعمال عنف وعداوات بين السود والبيض في الشمال. دافع الكثيرون من البيض عن مساحاتهم بعنف وقسوة وباستخدام تكنيكات قانونية ضد السود، بينما هاجر آخرون من البيض إلى مناطق أخرى تشهد وجود أغلبية من البيض. عموما، واجه السود في الولايات الشمالية عنصرية ممنهجة في كافة مناحي الحياة.
قاوم الأمريكيون الأفارقة من خلال الاحتجاجات والمسيرات وممارسة الضغط على الكونغرس وكتابة المقالات والاحتجاج على ما أسموه تبرير أعمال الإعدام دون محاكمة وتنظيم جماعات نسائية ضد الإعدام دون محاكمة وتنظيم جماعات متفرقة ضد أعمال العنف. أنتج كتبة المسرحيات الأمريكيون الأفارقة 14 مسرحية مناهجة لأعمال الإعدام دون محاكمة بين عامي 1916 و1935، كتب النساء عشرة منها.
بعد إنتاج فيلم ولادة أمة (1915) والذي مجد أعمال الإعدام دون محاكمة وكلان عصر إعادة التعمير، عادة جماعة كلان من جديد. على عكس صورتها الأولى، تمثلت الجماعة بصورة كبيرة بين السكان في الحضر خاصة وسط غرب الولايات المتحدة. ردا على الهجرات الكبيرة للناس من أوروبا الجنوبية وأوروبا الشرقية، أظهرت جماعة كلان موقفا معادٍ للمهاجرين ومعادٍ للكاثوليكية ومعادٍ للسامية، بالإضافة إلى اضطهاد السود.
كان أعضاء الغوغاء الذين شاركوا في أعمال الإعدام دون محاكمة عادة ما يلتقطون الصور لما فعلوه في ضحاياهم بهدف نشر الوعي والخوف من قوتهم. نُشرت بعض هذه الصور وبيعت كبطاقات بريدية. في سنة 2000، نشر جيمز ألين مجموعة من 145 صورة إعدام دون محاكمة في صورة كتاب بالإضافة إلى نشرها على الإنترنت مع كلمات مكتوبة وفيديو مصاحب للصور.

## المفهوم القانوني
أعدم الكثير من المعارضين السياسيين من خلال قرارات محاكم وهمية أو قوانين تنتهك ابسط حقوق الإنسان بمحاكمة عادلة والدفاع عن نفسه أو تجرم أفعال لا تعد جرائم خطيرة على النظام بالمفهوم القانوني وحتى الوطني والكثير من هولاء السجناء قضوا تحت التعذيب لانتزاع اعترافاتهم وربطت بملفاتهم قرارات محاكم بإعدامهم وهم لم يحضروا مرافعاتها أو حضورهم وإنكارهم ارتكاب الجرائم ورغم عدم وجود أي أدلة يحكم عليهم بالإعدام بالإضافة إلى إعدام أشخاص دون سن الثامنة عشر بعد تزوير شهادات ميلادهم بتقارير مفبركة من الطب العدلي وأعدم الكثير من الأشخاص لمجرد انتمائهم لحزب سياسي معارض لسياسات النظام أو حتى لمجرد انتقاد سياسات النظام دون أي انتماء سياسي.أما الإعدام دون محاكمة فكثيرا جدا مايحدث عندما نصب قادة الجريمة أنفسهم شرطة وقضاة وجلادين وأصدروا أحكامهم بقتل الآلاف من الناس دون أي محاكمة أو ذنب جنوه.

## المعاهدات الدولية
رغم أن المعاهدات الدولية والمتمثلة في مبادئ المنع والتقصي الفعالين لعمليات الإعدام خارج نطاق القانون والإعدام التعسفي والإعدام دون محاكمة والتي نظمها قرار الجمعية العامة للأمم المتحدة بالقرار 44-163 في 15 كانون الثاني -1989 والذي يحظر جميع عمليات الإعدام أعلاه وطلب من الدول اعتبارها جرائم بموجب قوانينها الجنائية والمعاقبة عليها بعقوبات رادعة تراعي درجة خطورتها ولا يجوز في مثل هذه الحالات التذرع بالحالات الاستثنائية بما في ذلك حالة الحرب أو التهديد بالحرب أو عدم الاستقرار السياسي الداخلي أو أي حالة طوارئ عامة أخرى لتبرير عمليات الإعدام حتى في حالة نزاع مسلح وحالات استخدام القوة بصورة مفرطة ـأو مخالفة القانون من جانب موظف حكومي أو أي شخص يتصرف بصفته الرسمية.

## منظمة العفو الدولية
تعارض منظمة العفو الدولية عقوبة الإعدام في جميع الحالات على اعتبار أنها تمثل ذروة العقوبات القاسية أو اللاإنسانية أو المهينة، وأنها انتهاك للحق في الحياة. وتكفل المعايير الدولية لحقوق الإنسان للأشخاص المتهمين بارتكاب جرائم عقوبتها الإعدام الحق في الحصول على أعلى قدر من الالتزام الصارم بجميع ضمانات المحاكمة العادلة

## مقررالأمم المتحدة
تأسس منصب مقرر الأمم المتحدة الخاص المعني بعمليات الإعدام خارج نطاق القضاء أو الإعدام بدون محاكمة أو الإعدام القسري في عام 1982. ويعمل هذا المقرر الخاص بصفة أساسية للتصدي لانتهاكات الحق في الحياة، بما في ذلك توقيع عقوبة الإعدام بعد محاكمة جائرة. كذلك، فالمقرر الخاص مكلف بأن يوجه عناية خاصة لحالات الإعدام بدون محاكمة أو الإعدام التعسفي التي تتعرض لها جماعات معينة، مثل الأطفال والنساء، والأقليات القومية أو العرقية أو الدينية أو اللغوية
صرح مقرر الأمم المتحدة الخاص المعني بعمليات الإعدام خارج نطاق القضاء أو الإعدام بدون محاكمة أو الإعدام التعسفي بأن «الدعاوى المفضية إلى توقيع عقوبة الإعدام يجب أن تستوفي أعلى معايير الاستقلالية والكفاءة والموضوعية والنزاهة المطلوبة في القضاة والمحلفين كما هي محددة في الصكوك القانونية الدولية ذات الصلة. ويجب أن ينتفع جميع المتهمين الذين يواجهون عقوبة الإعدام من خدمات محامين أكفاء في جميع مراحل الدعوى. ويجب افتراض براءة المتهمين إلى أن تثبت إدانتهم بما لا يدع أي مجال معقول للشك، وذلك في إطار التطبيق الصارم لأعلى المعايير الخاصة بجمع وتقييم الأدلة. وعلاوةً على ذلك، يجب أن تؤخذ جميع العوامل المخففة في الحسبان. ويجب أن تضمن إجراءات الدعوى الحق في مراجعة وقائع القضية وجوانبها القانونية على السواء أمام محكمة أعلى تتألف من قضاة مختلفين عن قضاة المحكمة الأولى التي نظرت القضية في الدائرة الابتدائية. كذلك، يجب ضمان حق المتهم في التماس العفو وتخفيف الحكم أو طلب الرأفة».